# Selecció adversa
La selecció adversa és un concepte en economia, assegurances i gestió de riscos, que captura la idea d'una transacció "perversa". Quan els compradors i venedors tenen accés a una informació diferent (informació asimètrica), els comerciants amb una millor informació privada sobre la qualitat d'un producte podran, de forma selectiva, fer transaccions econòmiques que els beneficiïn més (a costa de l'altre operador econòmic). Un exemple clàssic és el Mercat de llimones d'Akerlof.
A vegades hi ha compradors que tenen una millor informació sobre la quantitat de beneficis que es poden extreure d'un servei en el que els clients "dolents" són més propensos a sol·licitar el servei. Per exemple, un restaurant de bufet lliure (per tant amb un preu fix per a tots els clients) s'exposa a ser seleccionat pels clients amb molta gana (i per tant menys rendibles). Un altre exemple és en l'oferta d'una assegurança de salut, els tipus de clients que més fàcilment acudiran són els que són més propensos a patir accidents o malalties.
En tots dos casos, el venedor (que pateix de selecció adversa) ha de protegir-se a si mateix mitjançant el cribratge dels clients o per identificació de senyals creïbles de qualitat.
Un exemple en què el comprador selecciona de manera adversa és en els mercats financers. Així, una empresa és més probable que ofereixi valors quan els gerents saben en privat que el preu actual supera el valor fonamental de l'empresa. Llavors els inversors desinformats exigeixen racionalment una prima per participar en l'oferta de capital.